# Centralne Zakłady Wojsk Łączności
Centralne Zakłady Wojsk Łączności (CZWŁ) – centralny zakład służby łączności Wojska Polskiego.

## Zadania
Zadaniem Centralnych Zakładów Wojsk Łączności w Warszawie było centralne zarządzanie materiałami i sprzętem łączności, stanowiącym własność wojska lub będącym w jego dyspozycji, dla celów służby łączności całego wojska, a w szczególności:
- magazynowanie, ewidencja i konserwacja sprzętu łączności;
- montaż, przetwarzanie i wypróbowywanie nabytego sprzętu łączności;
- naprawa uszkodzonego sprzętu łączności;
- zaopatrzenie sił zbrojnych w etatowy sprzęt łączności;
- opracowywanie instrukcji technicznego obchodzenia się i gospodarki sprzętem łączności;
- badania i próby wynalazków z dziedziny środków łączności i ich zastosowania do potrzeb wojsk łączności;
- praktyczne szkolenie kandydatów na majstrów i mechaników wojsk łączności[1].

## Organizacja pokojowa
Organizacja pokojowa Centralnych Zakładów Wojsk Łączności przewidywała istnienie następujących komórek organizacyjnych:
- Kierownictwo,
- Warsztaty Telegraficzne,
- Warsztaty Radiotelegraficzne,
- Zakład Badania Sprzętu Łączności,
- Składy Telegraficzne,
- Składy Radiotelegraficzne[2].

W skład Kierownictwa CZWŁ wchodziły wydziały: techniczny, zaopatrywania i administracyjny oraz kompania obsługi i sekcja taborowa.
Kierownik Centralnych Zakładów Wojsk Łączności (pułkownik), na prawach dowódcy pułku, odpowiadał za:
- całokształt gospodarki technicznej i administracyjnej zakładów oraz za ich sprawne funkcjonowanie;
- uzupełnianie materiałów i sprzętu technicznego, niezbędnego dla działania służby łączności, w ramach przewidzianego na ten cel budżetu;
- sprawy personalne i gospodarcze Centralnych Zakładów Wojsk Łączności[3].

Kierownik Centralnych Zakładów Wojsk Łączności podlegał dowódcy Okręgu Korpusu Nr I (ze względu na dyslokację). W sprawach specjalistycznych i dysponowania sprzętem technicznym otrzymywał zlecenia wprost z Ministerstwa Spraw Wojskowych.
Przewidzianych było dwóch doradców kierownika Centralnych Zakładów Wojsk Łączności (podpułkownicy) — jeden w sprawach telegraficznych, drugi radiotelegraficznych, dotyczących zakresu działania Centralnych Zakładów i kierowali odnośną działalnością Zakładów. Podlegali oni bezpośrednio Kierownikowi Centralnych Zakładów Wojsk Łączności. Zastępcą kierownika Centralnych Zakładów był jeden z nich - wyższy stopniem.
Kierownicy wydziałów (podpułkownik — major) kierowali działalnością powierzonych im wydziałów i odpowiedzialni byli za jakość i terminowość prac, wchodzących w zakres działania wydziałów. Podlegali bezpośrednio Kierownikowi Centralnych Zakładów Wojsk Łączności lub jego zastępcy.
Dowódca kompanii obsługi (kapitan) odpowiadał za całokształt gospodarki, administracji i służby wewnętrznej kompanii, za stan koni i taboru oraz za dyscyplinę i wyszkolenie podległych mu szeregowych. Podlegał kierownikowi Centralnych Zakładów Wojsk Łączności lub jego zastępcy.
Służbę gospodarczą Centralnych Zakładów Wojsk Łączności pełniła komisja gospodarcza w kierownictwie Centralnych Zakładów.
Służbę sanitarną w Centralnych Zakładach Wojsk Łączności pełnił lekarz (kapitan), mający przydzielonego do pomocy jednego podoficera sanitarnego i patrol sanitarny. Lekarz Centralnych Zakładów Wojsk Łączności podlegał kierownikowi Centralnych Zakładów. Pod względem fachowym, zależał od swoich przełożonych służby sanitarnej.
Opiekę nad stanem zdrowotnym koni w Centralnych Zakładach Wojsk Łączności sprawował jeden z lekarzy weterynaryjnych garnizonu. Podoficer weterynaryjny Centralnych Zakładów Wojsk Łączności był, pod względem fachowym, zależnym od tego lekarza.
W skład warsztatów telegraficznych wchodziło kierownictwo warsztatów oraz warsztaty: telefoniczny, telegraficzny, kablowy i mechaniczny.
W skład warsztatów radiotelegraficznych wchodziło kierownictwo warsztatów oraz warsztaty: radiotelegraficzny, elektrotechniczny, silnikowy i montażowy.
Kierownicy warsztatów (podpułkownicy), na prawach dowódców batalionów, kierowali całokształtem prac warsztatów i odpowiedzialni byli za jakość i terminowość wykonywania prac, urządzenia i wyposażenie warsztatów, właściwe wykorzystanie podległego personelu i materiałów, utrzymanie ładu i dyscypliny w warsztatach. Podlegają oni bezpośrednio kierownikowi Centralnych Zakładów Wojsk Łączności lub jego zastępcom.
Zakład Badania Sprzętu Łączności składał się z kierownictwa zakładu oraz pracowni: materiałowej, probierczej i naukowej, a także muzeum. Kierownik zakładu (podpułkownik), na prawach dowódcy batalionu, nadzorował prace doświadczalne i naukowe w poszczególnych pracowniach i odpowiadał za wyposażenie i laboratorium Zakładu. Podlegał bezpośrednio kierownikowi Centralnych Zakładów Wojsk Łączności.
Składy telegraficzne posiadały w swojej strukturze:
- kierownictwo,
- skład sprzętu telegraficznego liniowego,
- skład sprzętu telegraficznego stacyjnego,
- skład sprzętu telegraficznego specjalnego,
- skład surowców i narzędzi,
- ekspedycja[2].

Składy radiotelegraficzne posiadały w swojej strukturze:
- kierownictwo,
- skład sprzętu radiotelegraficznego,
- skład stacji radiotelegraficznej,
- skład sprzętu radiotelegraficznego lotniczego,
- skład sprzętu radiotelegraficznego artyleryjskiego,
- skład maszyn i masztów,
- skład surowców i półfabrykatów,
- skład smarów i materiałów pędnych,
- ekspedycja[3].

Kierownicy składów (podpułkownicy), na prawach dowódców batalionów, odpowiedzialni byli za całokształt gospodarki, stan ilościowy i jakościowy sprzętu w składach oraz za jego sprawną i celową ekspedycję. Podlegali oni bezpośrednio Kierownikowi Centralnych Zakładów Wojsk Łączności lub jego zastępcom.

## Kadra
Kierownicy zakładów
- ppłk łącz. Ignacy Niepołomski (do 15 VIII 1922)
- ppłk łącz. Stanisław Wszebor (od 15 VIII 1922[6])

Obsada personalna w latach 1923-1924
Obsada personalna zakładów w latach 1923-1924
- kierownik zakładów - ppłk łącz. Stanisław Wszebor z 1 pł
- oficer ordynansowy - por. łącz. Wacław Gawroński z 2 pł
- I zastępca kierownika - mjr łącz. Gustaw Ferdynand Ombach z 2 pł (do X 1927 → szef łączności DOK X[9])
- II zastępca kierownika
  - mjr łącz. inż. Kazimierz Jackowski z 1 pł (1923)
  - mjr łącz. dr Józef Seruga z 2 pł (do I 1925 → zastępca dowódcy 2 pł[10])
- lekarz - kpt. lek. Marian Śmietański (1924)
- oficer kasowy (od 1924 – oficer płatnik) - ppor. rez. Adam Zieliński

Oficerowie
- mjr łącz. inż. Egon Krulisz
- mjr łącz. Stefan Kijak
- kpt. łącz. Józef Wanat
- por. łącz. Feliks Lipiński